# Prémios Screen Actors Guild 2022
Os Prémios Screen Actors Guild 2022 (no original em inglês 28th Screen Actors Guild Awards) foi o 28.º evento promovido pelo sindicato americano SAG-AFTRA onde foram premiados os melhores atores e atrizes e também elencos em cinema e televisão de 2021.
A cerimônia de entrega dos prêmios foi realizada em 27 de fevereiro de 2022 no Shrine Auditorium em Los Angeles e transmitida em directo pelas cadeias de televisão TNT e TBS. Os indicados foram anunciados no dia 12 de janeiro por Rosario Dawson e Vanessa Hudgens no Instagram.
Os deficientes auditivos do elenco de CODA foram os primeiros a receber indicações na história da premiação, enquanto Squid Game tornou-se a primeira série de drama coreana e em língua não inglesa a ganhar uma nomeação de Melhor elenco.

## PrémioScreen Actors Guild Life Achievement
Helen Mirren foi anunciada em 18 de novembro de 2021 como homenageada com este prémio de carreira.

## Vencedores e nomeados

### Cinema
| Melhor Ator principal Will Smith – King Richard como Richard Williams - Andrew Garfield – Tick, Tick... Boom! como Jonathan Larson - Benedict Cumberbatch – The Power of the Dog como Phil Burbank - Denzel Washington – The Tragedy of Macbeth como Lord Macbeth - Javier Bardem – Being the Ricardos como Desi Arnaz | Melhor Atriz principal Jessica Chastain – The Eyes of Tammy Faye como Tammy Faye Bakker - Jennifer Hudson – Respect como Aretha Franklin - Lady Gaga – House of Gucci como Patrizia Reggiani - Nicole Kidman – Being the Ricardos como Lucille Ball - Olivia Colman – The Lost Daughter como Leda Caruso |
| Melhor Ator secundário Troy Kotsur – CODA como Frank Rossi - Ben Affleck – The Tender Bar como Charlie Maguire - Bradley Cooper – Licorice Pizza como Jon Peters - Jared Leto – House of Gucci como Paolo Gucci - Kodi Smit-McPhee – The Power of the Dog como Peter Gordon | Melhor Atriz secundária Ariana DeBose – West Side Story como Anita - Caitriona Balfe – Belfast como Ma - Cate Blanchett – Nightmare Alley como Lilith Ritter - Kirsten Dunst – The Power of the Dog como Rose Gordon - Ruth Negga – Passing como Clare Bellew                                            |
| Melhor Elenco CODA – Daniel Durant, Emilia Jones, Eugenio Derbez, Ferdia Walsh-Peelo, Marlee Matlin e Troy Kotsur - Belfast – Caitriona Balfe, Ciarán Hinds, Colin Morgan, Jamie Dornan, Judi Dench e Jude Hill - Don't Look Up – Ariana Grande, Cate Blanchett, Himesh Patel, Jennifer Lawrence, Jonah Hill, Leonardo DiCaprio, Mark Rylance, Meryl Streep, Melanie Lynskey, Rob Morgan, Ron Perlman, Scott Mescudi, Timothée Chalamet e Tyler Perry - House of Gucci – Adam Driver, Al Pacino, Jack Huston, Jared Leto, Jeremy Irons, Lady Gaga e Salma Hayek - King Richard – Aunjanue Ellis, Demi Singleton, Jon Bernthal, Saniyya Sidney, Tony Goldwyn e Will Smith | |
| Melhor Elenco de Duplos/Dublês No Time to Die - Black Widow - Dune - Shang-Chi and the Legend of the Ten Rings - The Matrix Resurrections | |

### Televisão
| Melhor Ator em minissérie ou filme para televisão Michael Keaton – Dopesick como Dr. Samuel Finnix - Evan Peters – Mare of Easttown como Colin Zabel - Ewan McGregor – Halston como Halston - Murray Bartlett – The White Lotus como Armond - Oscar Isaac – Scenes from a Marriage como Jonathan Levy | Melhor Atriz em minissérie ou filme para televisão Kate Winslet – Mare of Easttown como Marianne Sheehan - Cynthia Erivo – Genius: Aretha (Nat Geo) como Aretha Franklin - Jean Smart – Mare of Easttown como Helen Fahey - Jennifer Coolidge – The White Lotus como Tanya McQuoid - Margaret Qualley – Maid como Alex |
| Melhor Ator em série dramática Lee Jung-jae – Squid Game como Seong Gi-hun - Billy Crudup – The Morning Show como Cory Ellison - Brian Cox – Succession como Logan Roy - Jeremy Strong – Succession como Kendall Roy - Kieran Culkin – Succession como Roman Roy | Melhor Atriz em série dramática HoYeon Jung – Squid Game como Kang Sae-byeok - Elisabeth Moss – The Handmaid's Tale como June Osborne - Jennifer Aniston – The Morning Show como Alexandra "Alex" Levy - Reese Witherspoon – The Morning Show como Bradley Jackson - Sarah Snook – Succession como Siobhan "Shiv" Roy  |
| Melhor Ator em série de comédia Jason Sudeikis – Ted Lasso como Ted Lasso - Brett Goldstein – Ted Lasso como Roy Kent - Martin Short – Only Murders in the Building como Oliver Putnam - Michael Douglas – The Kominsky Method como Sandy Kominsky - Steve Martin – Only Murders in the Building como Charles Haden-Savage | Melhor Atriz em série de comédia Jean Smart – Hacks como Deborah Vance - Elle Fanning – The Great como Catarina, a Grande - Hannah Waddingham – Ted Lasso como Rebecca Welton - Juno Temple – Ted Lasso como Keeley Jones - Sandra Oh – The Chair como Ji-Yoon Kim                                                     |
| Melhor Elenco em série dramática Succession – Nicholas Braun, Juliana Canfield, Brian Cox, Kieran Culkin, Dagmara Domińczyk, Peter Friedman, Jihae, Justine Lupe, Matthew Macfadyen, Dasha Nekrasova, Scott Nicholson, David Rasche, Alan Ruck, J. Smith-Cameron, Sarah Snook, Fisher Stevens, Jeremy Strong e Zoë Winters - The Handmaid's Tale – Alexis Bledel, Madeline Brewer, Amanda Brugel, Ann Dowd, O. T. Fagbenle, Joseph Fiennes, Sam Jaeger, Max Minghella, Elisabeth Moss, Yvonne Strahovski, Bradley Whitford e Samira Wiley - The Morning Show (Apple TV+) – Jennifer Aniston, Shari Belafonte, Eli Bildner, Nestor Carbonell, Steve Carell, Billy Crudup, Mark Duplass, Amber Friendly, Janina Gavankar, Valeria Golino, Tara Karsian, Hannah Leder, Greta Lee, Julianna Margulies, Joe Marinelli, Michelle Meredith, Ruairi O'Connor, Joe Pacheco, Karen Pittman, Victoria Tate, Desean Terry e Reese Witherspoon - Squid Game – Heo Sung-tae, Jun Young-soo, HoYeon Jung, Kim Joo-ryoung, Lee Byung-hun, Lee Jung-jae, O Yeong-su]], Park Hae-soo, Anupam Tripathi e Wi Ha-joon - Yellowstone – Kelsey Asbille, Wes Bentley, Ryan Bingham, Gil Birmingham, Ian Bohen, Eden Brolin, Kevin Costner, Hugh Dillon, Luke Grimes, Hassie Harrison, Cole Hauser, Jennifer Landon, Finn Little, Brecken Merrill, Will Patton, Piper Perabo, Kelly Reilly, Denim Richards, Taylor Sheridan, Forrie J. Smith e Jefferson White | |
| Melhor Elenco em série de comédia Ted Lasso – Annette Badland, Kola Bokinni, Phil Dunster, Cristo Fernández, Brett Goldstein, Brendan Hunt, Toheeb Jimoh, Nick Mohammed, Sarah Niles, Jason Sudeikis, Jeremy Swift, Juno Temple e Hannah Waddingham - Hacks – Rose Abdoo, Carl Clemons-Hopkins, Paul W. Downs, Hannah Einbinder, Mark Indelicato, Poppy Liu, Christopher McDonald, Jean Smart e Megan Stalter - Only Murders in the Building – Aaron Dominguez, Selena Gomez, Jackie Hoffman, Jayne Houdyshell, Steve Martin, Amy Ryan e Martin Short - The Great – Julian Barratt, Belinda Bromilow, Sacha Dhawan, Elle Fanning, Phoebe Fox, Bayo Gbadamosi, Adam Godley, Douglas Hodge, Nicholas Hoult, Florence Keith-Roach, Gwilym Lee e Charity Wakefield - The Kominsky Method – Jenna Lyng Adams, Sarah Baker, Casey Thomas Brown, Michael Douglas, Lisa Edelstein, Ashleigh LaThrop, Emily Osment, Haley Joel Osment, Paul Reiser, Graham Rogers, Melissa Tang e Kathleen Turner | |
| Melhor Elenco de Duplos/Dublês Squid Game (Netflix) - Cobra Kai (Netflix) - Loki (Disney+) - Mare of Easttown (HBO) - The Falcon and the Winter Soldier (Disney+) | |